# Ready Player Two
Ready Player Two (titre original : Ready Player Two) est un roman de science-fiction écrit par Ernest Cline et édité en 2020.
Il s'agit de la suite de Player One (Ready Player One, 2011).

## Résumé
Quelques jours après les évènements de Player One, trois des quatre actionnaires de Gregarious Simulation Systems (GSS), la société qui gère l'OASIS, se sont dispersés de par le monde : Helen Harris, alias Aech, est en vacances au Sénégal avec sa fiancée la chanteuse de Bollywood Endira Vinayak ; Akihide Karatsu, alias Shoto, est à Hokkaidō où il a pris la tête de la division japonaise de GSS ; Samanta Cook, alias Art3mis, est retournée à Vancouver pour être aux côtés de sa grand-mère mourante. Wade Watts, alias Parzival, décide de tester ses nouvelles capacités de super-utilisateur associées à la robe d'Anorak qu'il a gagnée après avoir remporté le concours qui lui a donné le contrôle de l'OASIS.
Parzival trouve une inscription sur l'œuf de Pâques de James Halliday, le cocréateur de l'OASIS, et après avoir suivi les instructions, il trouve le premier casque ONI (OASIS Neural Interface) opérationnel. Ce casque prend le contrôle de l'esprit de l'utilisateur et donne des sensations réelles à l'intérieur de l'OASIS. Cependant, il ne peut être utilisé que douze heures par jour pour prévenir la mort par syndrome de surcharge synaptique. Après l'avoir testé, il contacte Aech et Shoto afin qu'ils l'essaient tous les deux. En l'apprenant, Samantha est furieuse et se dispute avec Wade à propos des capacités du casque, disant qu'être encore plus dépendant de l'OASIS est la dernière chose dont l'humanité a besoin tandis que Wade soutient que l'ONI peut aider ceux qui ont des limitations physiques. Elle rompt avec lui après avoir réalisé que leur dispute était enregistrée par le casque ONI de Wade. Parzival, Aech et Shoto prennent la décision de lancer une industrialisation des casques ONI.
Trois années passent. Helen, Akihide et Wade font construire un vaisseau spatial baptisé Vonnegut et y téléchargent une copie autonome de l'OASIS qu'ils appellent ARC@DIA. Les casques ONI commencent à se vendre rapidement, permettant à GSS d'absorber Innovative Online Industries (IOI), la société dont Nolan Sorrento, désormais en prison, était le directeur des opérations. Quand le nombre d'unités vendues atteint 7 777 777, une nouvelle énigme apparaît à Parzival : il lui faut trouver sept fragments pour restaurer « l'âme de la Sirène », qu'il comprend être Kira Underwood, la femme désormais décédée d'Ogden Morrow, le cocréateur de l'OASIS.
Wade passe deux années à essayer de trouver le premier fragment, sans réussite. Cet échec le décide à offrir une prime d'un milliard de dollars à quiconque pourrait lui fournir des informations sur la manière de localiser au moins l'un des sept fragments.
Peu après, Faisal Sodhi, le chef des opérations de GSS, convoque une réunion des quatre actionnaires de GSS afin d'aborder le problème du piratage les casques ONI afin de dépasser la limite d'utilisation de douze heures par jour. Art3mis propose de mettre une limite d'âge sur les casques ONI mais Parzival, Shoto et Aech votent contre. Parzival est contacté un peu plus tard par Skylar Castillo Adkins, alias L0hengrin, membre d'un clan appelé « les Cinq du fond » qui se compose également de Lilith, Wukong, Rizzo et Kastagir.  L0hengrin a trouvé le premier fragment et elle propose à Parzival de lui montrer où il se trouve. Ils se rendent alors sur la planète Middletown, reconstitution de la ville natale de James Halliday telle qu'elle était à l'automne 1986, deux ans avant que Kira Underwood ne s'y installe dans le cadre d'un échange d'étudiants britanniques pendant l'année scolaire 1988-89. Lorsque Parzival prend en main ce premier fragment, il expérimente l'un des souvenirs de Kira Underwood, lors de la création de sa première œuvre d'art numérique. Pour son aide, L0hengrin reçoit un milliard de dollars de la part de Parzival, qu'elle s'empresse de partager avec son clan.
À la suite de la découverte du premier fragment, Ogden Morrow disparaît de chez lui sans laisser de traces et alors que tous les systèmes de sécurité ont été coupés. Miles Gendell, chef de l’équipe de direction chargée de la sécurité chez GSS, apprend à Wade que Nolan Sorrento s'est évadé de prison. Une autre réunion des actionnaires de GGS est convoquée. Faisal, qui organise la réunion, s'avère cette fois-ci être une IA, copie modifiée de l'avatar Anorak de James Halliday. Lorsqu'il a serré la main de Parzival, il lui a volé la robe d'Anorak, récupérant ainsi les droits de super-utilisateur. Wade comprend qu'Anorak a fait sortir Nolan Sorrento de prison et qu'il a capturé Ogden Morrow. Anorak exige que Parzival, Aech, Art3mis et Shoto trouvent puis lui donnent les sept fragments ou bien il fera mourir du syndrome de surcharge synaptique tous les humains connectés à l'OASIS avec un casque ONI, sachant qu'il a modifié le logiciel des casques ONI afin d'empêcher toute déconnexion. Art3mis ne risque rien car elle a toujours refusé de porter un casque ONI. Elle est actuellement connectée depuis un avion en vol mais Anorak parvient à en prendre le contrôle et le fait plonger pour le faire s'écraser. Art3mis saute en parachute et parvient à survivre.
Parzival, Art3mis, Aech et Shoto parviennent à trouver trois nouveaux fragments : le deuxième fragment situé sur la planète Phoenix-Rie, dédiée à Rieko Kodama, une Japonaise faisant partie des premières artistes notables féminine de l'industrie du jeu vidéo et qui a notamment travaillé sur Sega Ninja ; le troisième, localisé sur la planète Shermer, dédiée à John Hughes, réalisateur et scénariste américain ayant notamment travaillé sur Une créature de rêve, Rose bonbon ou La Folle Journée de Ferris Bueller ; enfin, le quatrième sur la planète Halcydonia, dédiée aux jeux éducatifs, que connait Parzival comme sa poche. Avant qu'ils ne puissent trouver le cinquième, Faisal les appelle au siège du GSS où il leur révèle qu'Anorak a modifié le comportement des PNJ de certains secteurs, leur permettant d'accéder à certaines zones précédemment inaccessibles et les transformant en assassins tuant tous les avatars croisant leur chemin pour piller leur inventaire et apporter ensuite les objets à Anorak. De plus, lorsque les avatars meurent, ils ne réapparaissent plus et sont piégés dans des limbes. Devant la gravité de ces informations, Parzival convoque le clan de L0hengrin et décide de tout leur révéler. Les cinq du fond pensent que les PNJ recherchent Dorkslayer, une épée magique créé par Ogden Morrow, le seul objet dans l'OASIS permettant de tuer Anorak. Ensemble, ils découvrent que l'âme de la sirène est en fait une copie numérique de la défunte épouse d'Ogden Morrow et qu'Anorak veut la ressusciter dans l'espoir qu'elle tombe amoureuse de lui. Il veut ensuite s'enfuir avec elle à bord du Vonnegut. Art3mis décide de se déconnecter pour partir à la recherche d'Ogden Morrow. Avant son départ, Parzival lui présente ses excuses à propos de l'ONI et Art3mis les accepte. Les cinq du fond décident d'essayer de trouver l'épée alors que Parzival, Aech et Shoto se lancent en quête des trois fragments restant.
Parzival, Aech et Shoto trouvent le cinquième fragment dans un monde dédié à Prince, le musicien auteur-compositeur-interprète américain dont Aech est une très grande fan, connaissant sur le bout des doigts sa vie et ses œuvres. Ils combattent sept incarnations du chanteur et Shoto est tué. Aech et Parzival se rendent ensuite sur la planète Arda I dédié à la Terre du Milieu durant le Premier Âge pour trouver le sixième fragment. Aech y trouve la mort et Parzival est empoisonné lors d'un combat avec Carcharoth. Art3mis arrive alors et elle jette un sort guérisseur qui sauve Parzival. Ils obtiennent ensuite le sixième fragment, grâce aux connaissances encyclopédiques d'Art3mis sur le monde de Tolkien. Ils se rendent ensuite sur la planète Chthonia, reconstitution du monde fantastique que James Halliday avait créé au lycée pour sa campagne Donjons et Dragons. L'obtention du sixième fragment y a fait apparaître un sanctuaire dédié à Leucosia, le personnage de Kira Underwood dans l'univers de Donjons et Dragons. À l'intérieur se trouve un autel et une statue de pierre représentant Leucosia, tenant dans sa main droite un bouclier rond orné du symbole de son personnage. Parzival dépose les six fragments sur l'autel et le septième se matérialise alors dans la main droite de la statue, déclenchant peu après l'apparition d'Anorak. Parzival assemble sept répliques des fragments qui se transforment alors en un gros joyau aux multiples facettes. Ce nouvel artefact magique créé par Parzival permet, au moment où un avatar s'en empare, de prendre n'importe quel objet de son inventaire en retour. Lorsqu'il le donne à Anorak, il récupère sa robe magique et donc les pouvoirs de super-utilisateur qui vont avec et se téléporte immédiatement au seul endroit de l'OASIS où aucun avatar ni PNJ ne pouvait le suivre – la petite bibliothèque située au sommet de la plus haute tour du château d'Anorak… La pièce où se trouvait le Gros Bouton Rouge qui permet de détruire instantanément l'OASIS.
Entre temps, Samantha a réussi à trouvent Ogden Morrow dans son ancien manoir, où il est emprisonné depuis sa capture par Nolan Sorrento. Wade se synchronise avec un télébot déployé sur place par Samantha. Anorak exploite également un télébot et il utilise ses armes pour tuer Nolan Sorrento qui s'est rebellé contre lui. Mais Nolan Sorrento tire sur Ogden au moment où le télébot d'Anorak l'abat. Samantha aidé par le télébot de Wade parvient à exfiltrer Ogden Morrow. Ce dernier enfile un casque ONI et affronte Anorak, ce dernier prennant petit à petit le dessus. Juste avant qu'Ogden soit vaincu, L0hengrin arrive avec l'épée Dorkslayer, qu'Ogden utilise alors pour détruire Anorak, libérant tous les otages de l'ONI. Ogden meurt quelques secondes plus tard et Wade se déconnecte de l'OASIS et perd connaissance, victime du syndrome de surcharge synaptique. Il se réveille quinze heures plus tard dans l'hôpital de GSS.
Un peu plus tard, Wade se reconnecte à l'OASIS et assemble les sept vrais fragments qui fusionnent pour former un seul joyau bleu scintillant qui grandit et se transforme, jusqu'à prendre une forme humaine familière – celle d'une belle jeune femme d'une vingtaine d'années, vêtue de la robe blanc et bleu foncé de l'avatar de Kira Morrow dans l'OASIS, Leucosia. Cet avatar possède une copie de la conscience de Kira Morrow, la copie que James Halliday a réalisée à son insu, lors de sa visite au laboratoire de recherche sur l'accessibilité. Leucosia donne à Parzival le sceptre de Résurrection, qui permet à son porteur de ressusciter un utilisateur ONI en tant que personne numérique même si l'utilisateur est déjà mort. Wade fait alors des copies de toute la race humaine, y compris de ses amis, lui-même, la grand-mère de Samantha. Il ressuscite Og, l'avatar d'Ogden Morrow associé à une copie de sa conscience réalisé quand il s'est connecté à un casque ONI peu avant sa mort.
Samantha et Wade transfère Leucosia et Og au sein ARC@DIA, ainsi que tous les copies numériques de la race humaine. Le vaisseau Vonnegut est ensuite envoyé à destination de Proxima du Centaure, le système stellaire le plus proche qui possède semble-t-il des planètes semblables à la Terre.
Sur Terre, Shoto et sa femme Kiki ont un petit garçon qu'ils nomment Daito, d'après le défunt frère de Shoto. Aech épouse Endira. Wade et Samantha se marient et attendent une petite fille qu'ils prévoient de nommer Kira.

## Réception critique
L'ouvrage est accueilli tièdement voire négativement par la critique,.
Un podcast américain, intitulé 372 Pages We'll Never Get Back (en), animé par l'acteur et écrivain Michael J. Nelson (en), analyse de manière critique le tome précédent et celui-ci au fil de ses épisodes,,. Une émission francophone reprenant le même concept, La moto de qui déjà ?, est également consacrée au second tome.

## Œuvres citées dans le roman
Le roman cite de nombreuses œuvres, principalement des années 1980 :
- romans :
  - La Communauté de l'anneau (J. R. R. Tolkien, 1954),
  - Simulacron 3 (Daniel F. Galouye, 1964),
  - Le Silmarillion (J. R. R. Tolkien, 1977),
  - Le Guide du voyageur galactique (Douglas Adams, 1979) ;
- manga :
  - Ranma ½ (Rumiko Takahashi, 1987-1996) ;
- films :
  - Princess Bride (William Goldman, 1974),
  - Rocky (John G. Avildsen, 1976),
  - Grease (Randal Kleiser, 1978),
  - Dark Crystal (Jim Henson et Frank Oz, 1982),
  - Ultime Violence : Ninja 2 (Sam Firstenberg, 1983),
  - The Challenge of the Lady Ninja (Tso Nam Lee, 1983),
  - SOS Fantômes (Ivan Reitman, 1984),
  - Les Aventures de Buckaroo Banzaï à travers la 8e dimension (W. D. Richter, 1984),
  - Seize Bougies pour Sam (John Hughes, 1984),
  - Indiana Jones et le Temple maudit (Steven Spielberg, 1984),
  - Retour vers le futur (Robert Zemeckis, 1985),
  - Breakfast Club (John Hughes, 1985),
  - Une créature de rêve (John Hughes, 1985),
  - La Mouche (David Cronenberg, 1986),
  - La Folle Journée de Ferris Bueller (John Hughes, 1986),
  - Rose bonbon (Howard Deutch, 1986),
  - La Vie en plus (John Hughes, 1988),
  - Rain Man (Barry Levinson, 1988),
  - Hackers (Iain Softley, 1995),
  - Heat (Michael Mann, 1995),
  - Passé virtuel (Josef Rusnak, 1999),
  - Le Seigneur des anneaux : Les Deux Tours (Peter Jackson, 2002) ;
- séries télévisées :
  - Doctor Who (Sydney Newman et Donald Wilson, 1963-),
  - K 2000 (Glen A. Larson, 1982-1986),
  - Max Headroom (George Stone, Rocky Morton et Annabel Jankel, 1987-1988),
  - Star Trek : La Nouvelle Génération (Gene Roddenberry, 1987-1994),
  - Sailor Moon (Toei Animation, 1992-1997) ;
- jeu de rôle
  - Donjons et Dragons (Gary Gygax et Dave Arneson, TSR, 1974-) ;
- jeux vidéo :
  - The Seven Cities of Gold (Ozark Softscape, 1984),
  - The Bard's Tale (Michael Cranford (en), 1985),
  - Sega Ninja (Sega, 1985),
  - Alex Kidd in Miracle World (Sega, 1986),
  - Might and Magic (New World Computing, 1986),
  - Phantasy Star (Sega, 1987),
  - The Seven Spirits of Ra (en) (Sir-Tech, 1987),
  - Kid Kool and the Quest for the Seven Wonder Herbs (en) (Vic Tokai, 1988),
  - The Seven Gates of Jambala (Grandslam Interactive (en), 1989),
  - Sonic the Hedgehog (Sonic Team, 1991),
  - Ishar 3: The Seven Gates of Infinity (Silmarils, 1994),
  - Super Mario RPG: Legend of the Seven Stars (Square, 1996) ;
- musiques :
  - More Than a Feeling (Boston, 1976),
  - "Heroes" (David Bowie, 1977),
  - My Best Friend's Girl (The Cars, 1978),
  - Jessie's Girl (en) (Rick Springfield, 1981),
  - Space Age Love Song (en) (A Flock of Seagulls, 1982),
  - Little Red Corvette (Prince, 1982),
  - This Must Be the Place (Naive Melody) (en) (Talking Heads, 1983),
  - It's a Mistake (en) (Men at Work, 1983),
  - Kajagoogoo (Kajagoogoo, 1983),
  - The Bird (en) (The Time, 1984),
  - Obsession (en) (Animotion, 1984),
  - Eighties (Killing Joke, 1984),
  - Please, Please, Please Let Me Get What I Want (en) (The Smiths, 1984),
  - When Doves Cry (Prince, 1984),
  - I Would Die 4 U (Prince et The Revolution, 1984),
  - Let's Go Crazy (Prince et The Revolution, 1984),
  - Paisley Park (Prince et The Revolution, 1985),
  - Raspberry Beret (Prince et The Revolution, 1985),
  - Oh Yeah (en) (Yello, 1985),
  - Don't You (Forget About Me) (Simple Minds, 1985),
  - Beat's So Lonely (Charlie Sexton, 1985),
  - I Want a New Duck (en) (Weird Al Yankovic, 1985),
  - Push It (Salt-N-Pepa, 1986),
  - There Is a Light That Never Goes Out (The Smiths, 1986),
  - U Got the Look (Prince, 1987),
  - You Just Haven't Earned It Yet, Baby (The Smiths, reprise de Kirsty MacColl, 1988),
  - It's All in the Game (en) (Carmel (en), 1988),
  - Holiday Road (en) (Lindsey Buckingham, 1983),
  - Modigliani (Lost in Your Eyes) (en) (Book of Love, 1986),
  - Pretty in Pink (The Psychedelic Furs, reprise de Michael Gore, 1986),
  - If You Leave (en) (Orchestral Manoeuvres in the Dark, 1986),
  - Thieves in the Temple (Prince, 1990),
  - Release It (The Time, 1990).
  - Interactive (Prince, 1994),